# Radio On
Radio on est un film britannique réalisé par Chris Petit en 1979.

## Fiche technique
- Réalisation et scénario : Christopher Petit
- Sociétés de production : British Film Institute (BFI) et Road Movies Filmproduktion
- Pays : Royaume-Uni
- Format : Noir et blanc - 35 mm - Son mono
- Genre : Drame
- Durée : 104 minutes
- Année de sortie : 1979 au Royaume-Uni

## Distribution
- David Beames : Robert
- Lisa Kreuzer : Ingrid
- Sandy Ratcliff : Kathy
- Andrew Byatt : Deserter
- Sue Jones-Davies : Girl
- Sting : Just Like Eddie
- Sabina Michael : Aunt
- Katja Kersten : La femme allemande
- Paul Hollywood : Kid

## À propos du film
Ce film présente de prime abord des éléments d'un road-movie intimiste : une quête confuse qui n'aboutit pas, des longs plans fixes ou des défilements de paysages urbains et industriels, des personnages silencieux et parfois minables, des relations ambigües et une ambiance onirique ou poétique. 
Wim Wenders, qui a réalisé lui-même plusieurs films de ce genre, a d'ailleurs produit ce film : Chris Petit lui rend hommage puisqu'à la quête du héros se joint une autre quête, la recherche d'Alice - Wim Wenders a réalisé Alice dans les villes (Alice in den Städten) en 1974.
Mais Radio on offre également certains aspects du film documentaire : extraits d'actualités de l'époque, une bande-son de formations désormais classiques (David Bowie, Kraftwerk, Robert Fripp, Ian Dury, Wreckless Eric, The Rumours, Lene Lovich ou Devo), le mobilier, les voitures ou encore des références au climat politique et économique d'une Angleterre pré-tatchérienne.
Enfin, Radio on offre son deuxième rôle à Sting, après Quadrophenia.